# Lagoa Lamessana
Die Lagoa Lamessana ist eine Salzwasserlagune im osttimoresischen Suco Ma'abat (Verwaltungsamt Manatuto, Gemeinde Manatuto) an der Nordküste Timors. Sie liegt etwa zehn Kilometer östlich der Stadt Manatuto, an einer Bucht und ist der Lebensraum von zahlreichen Wasservögeln. Die Lagune teilt sich in einen westlichen und einen östlichen Teil und bildet dabei die Form einer Lunge nach. Während der Regenzeit sind weite Flächen der Region überflutet. Außerhalb davon fällt die Lagune trocken.